# 石原健太郎 (俳優)
石原 健太郎（いしはら けんたろう、1993年6月8日 - ）は、日本の俳優。山口県防府市出身。フリーランスで活動中。

## 人物
- 愛称：けんちゃん
- 身長：184cm、体重：72kg、頭囲：60cm、靴のサイズ：27.5cm、視力：2.0（両目）。
- 好きな食べ物：茶碗蒸し。嫌いな食べ物：レンコン、サーロインステーキの脂身。
- 特技：ジャズダンス、バレー、テニス、利き茶。
- 趣味：サウナ
- 好きな色：赤、パステルカラー。
- 好きな漫画・アニメ：ONEPIECE、金色のガッシュベル!!、青春ブタ野郎はバニーガール先輩の夢を見ない、名探偵コナン。
- 座右の銘：二兎を追うものは二兎を得る。
- ファンネーム：けんちゃんず、お友達。

インスタライブにて「まろたろう」（灰色の柴犬の抱き枕）を抱えながら配信を行っている。本人曰く、抱えているのは「キャラ付けのため」。まろたろう本人も非常に人気がある。
まろたろうの好物はホッケの塩焼き、甘エビ、酒。特に日本酒を好んでいる。

## 出演

### 舞台
- 舞台『ポップコーンの降る街』（2016年10月6日 - 7日）
- アカデミー選抜冬公演『カルぺ・ディウム』『青ひげ』『優しい時間』（2016年12月23日）
- 舞台『天使は瞳を閉じて』（2017年3月29日、ぽんプラザホール）
- 演劇ユニット100点un・チョイス 第4回本公演 舞台『8』（2017年12月20日 - 24日）
- 舞台 AGE of FLAME vol.Ⅱ回天篇『The10th Melody of Dragon's Chronicle 龍の咆哮 ～Be Voyager who goes far away』（2018年1月5日 - 8日、大塚萬劇場） -　中村半次郎 役
- チームまん○公演 舞台『春の花びら3回転‼︎』（2018年4月11日 - 15日、シアターKASSAI）
- 劇団25、6時間第六回本公演『いつか手に取るその日に』（2022年12月14日 - 18日、萬劇場）
- 劇団バルスキッチン第23回公演『産声フォーユー』（2023年2月22日 - 26日、バルスタジオ）[2]
- 劇団GOシュートwithペガサス第二回本公演『ただ、多他』（2023年4月13日 - 16日、アルネ543）
- 劇団バルスキッチン第26回公演『夢ぼくろファンタジア』（2023年6月21日 - 25日、バルスタジオ）
- 呼華歌劇団第18回公演『天守物語』（2023年7月27日 ｰ 30日、あうるすぽっと）
- K-FARCE『Ghostay DX』（2023年10月11日 ｰ 15日、劇場HOPE）ｰ 武蔵坊弁慶 役(Bチーム)
- 劇団バルスキッチン第31回公演『浅草プロローグ』（2024年1月24日 - 28日、バルスタジオ）
- 出来損ないと呼ばれた元英雄は、実家から追放されたので好き勝手に生きることにした（2024年3月20日 - 24日、CBGKシブゲキ!!） - エドワード・ゴートゥゴード 役[3]
- 劇団バルスキッチン第34回公演『強くてコンティニュー』（2024年4月24日 - 28日、BIG TREE THEATER）
- 舞台『淡海乃海-天下静謐の雫となりて-』（2024年5月29日 - 6月2日、草月ホール） - 三好実休 役[4]
- 感謝の日々を 特別企画【Three Praimary Colors 】『緋は退紅に燃ゆ』（2024年8月7日 - 11日、萬劇場）ｰ 永倉新八 役
- 萬腹企画18杯目『怨霊撲滅屋GB』（2024年11月13日、新宿シアターモリエール） - 日替わりゲスト：大口真神 役
- 舞台『バイバイドロシー』（2024年12月25日 - 12月29日、築地ブティストホール） - 西野王様衛門 役[5]
- 舞台『ハリー・ポッターと呪いの子』（2025年7月17日〜、TBS赤坂ACTシアター） -  アンサンブル[6]

### テレビドラマ
- 『快盗戦隊ルパンレンジャーVS警察戦隊パトレンジャー』#24 （2018年7月22日、テレビ朝日）
- 『仮面ライダーゼロワン』31話（2020年4月12日、テレビ朝日）
- 『歴史秘話ヒストリア』（2020年9月9日、NHK） - 小津安二郎 役
- 『30禁 それは30歳未満お断りの恋。』第1話（2020年9月15日、フジテレビ） - カップル 役
- 『部長と社畜の恋はもどかしい』（2022年1月6日 - 3月24日、テレビ東京） - 森永圭太 役
- 『合理的にあり得ない 〜探偵・上水流涼子の解明〜』第2話（2023年4月24日、関西テレビ・フジテレビ系） - バーテン 役

### CM
- リクルートホールディングス『SUUMO』
- 江崎グリコ『朝食りんごヨーグルト』
- 花王『サクセス新生活』